# Juan Madero
Juan A. Madero (fl. XX secolo) è stato un calciatore argentino, di ruolo difensore.

## Caratteristiche tecniche
Giocava come difensore destro.

## Carriera nazionale
Nel 1917 Madero apparve nella squadra per i campionati sudamericani a Montevideo. L'unica volta nella nazionale argentina Madero apparve il 18 luglio 1919 in una sconfitta per 2-4 contro l'Uruguay, la cui partecipazione era il Gran Premio de Honor Uruguayo.